# Til døden os skiller
Til døden os skiller er en dansk komediefilm fra 2007, instrueret af Paprika Steen og med manuskript af Anders Thomas Jensen og musik af Nikolaj Steen.

## Handling
Jan bestyrer restauranten på Sverigesbåden, men han er ikke just populær, hverken blandt kunderne eller de ansatte.
Hjemme hos Jan er det ikke spor bedre. Hans kone Bente slår ham og han må finde på nye undskyldninger, hver gang han kommer på arbejde med et nyt blåt øje eller lignende.
Da Jans chef på Sverigesbåden har fået nok af måden Jan behandler kunderne på, kræver chefen at Jan skal gå i terapi. Da Jan skal tilmelde sig terapi for voldsramte mænd ender han ved en fejl hos en gruppe for mænd der slår deres koner. Dér møder han de to automekanikere Rudy og Alf.
Under påskud om at Bente har været ham utro, hyrer han Rudy og Alf til at slå Bente ihjel, men det går ikke efter planen og det ender med at Rudy og Alf bliver venner med Bente, og at det hele bliver meget sværere for Jan end det var i forvejen.

## Medvirkende
- Lars Brygmann som Jan Bundgaard
- Sidse Babett Knudsen som Bente Bundgaard
- Nicolaj Kopernikus som Rudy
- Rasmus Bjerg som Alf
- Søren Pilmark som Erik
- Jan Malmsjö som Eckelstein
- Kristian Halken som Torben
- Kirsten Lehfeldt som Ellen
- Tilde Maja Frederiksen som Anna
- Guido Paevatalu som Marcello
- Nikolaj Steen som kunde i restauranten
- Anne Sofie Byder som kunde i restauranten
- Rafael Edholm som italiensk kunde i restauranten
- Bodil Jørgensen som receptionist på hospital

Blandt de øvrigt medvirkende kan nævnes: Rasmus Hammerich, Frida Hallgren, Nynne Karen Nørlund og Niels Jørgen Riis.